# Dammarie-lès-Lys
Dammarie-lès-Lys je jugovzhodno predmestje Pariza in občina v osrednjem francoskem departmaju Seine-et-Marne regije Île-de-France. Leta 1999 je naselje imelo 20.659 prebivalcev.

## Geografija
Kraj leži v osrednji Franciji na levem bregu reke Sene nasproti Meluna, 43 km jugovzhodno od središča Pariza.

## Administracija
Občina Dammarie-lès-Lys se nahaja v kantonu Perthes, v katerem se nahajajo še občine Arbonne-la-Forêt, Barbizon, Boissise-le-Roi, Cély-en-Bière, Chailly-en-Bière, Fleury-en-Bière, Perthes, Pringy, Saint-Fargeau-Ponthierry, Saint-Germain-sur-École, Saint-Martin-en-Bière, Saint-Sauveur-sur-École in Villiers-en-Bière z 48.196 prebivalci.

## Zgodovina
Med francosko revolucijo se je Dammarie-lès-Lys začasno preimenoval v Dammarie-les-Fontaines.

## Znamenitosti
- ruševine cistercijanske opatije Lys iz 13. stoletja; opatija je bila porušena v času stoletne vojne, obnovljena in zopet delno porušena v času francoske revolucije; označena kot zgodovinski spomenik.